# Premier League Malti 1969-1970
Il campionato era formato da otto squadre e il Floriana vinse il titolo.

## Classifica finale
| Pos. | Squadra                 | G  | V | N | P  | GF | GS | Punti |
| ---- | ----------------------- | -- | - | - | -- | -- | -- | ----- |
| 1    | Floriana                | 14 | 9 | 4 | 1  | 19 | 7  | 22    |
| 2    | Sliema Wanderers        | 14 | 7 | 5 | 2  | 24 | 9  | 19    |
| 3    | Hibernians F.C.         | 14 | 7 | 3 | 4  | 19 | 10 | 17    |
| 4    | Valletta F.C.           | 14 | 6 | 5 | 3  | 13 | 6  | 17    |
| 5    | Gzira United            | 14 | 6 | 1 | 7  | 13 | 18 | 13    |
| 6    | Qormi F.C.              | 14 | 4 | 4 | 6  | 12 | 16 | 12    |
| 7    | Ħamrun Spartans F.C.    | 14 | 3 | 5 | 6  | 11 | 19 | 11    |
| 8    | Msida Saint-Joseph F.C. | 14 | 0 | 1 | 13 | 8  | 34 | 1     |